# Mary de Teck
Pour les articles homonymes, voir Marie du Royaume-Uni.
Titres
Reine consort du Royaume-Uni et des dominions britanniques, impératrice consort des Indes
6 mai 1910 – 20 janvier 1936
(25 ans, 8 mois et 14 jours)
Princesse de Galles
8 novembre 1901 – 6 mai 1910
Signature
Mary de Teck (Victoria Marie Augusta Louise Olga Pauline Claudine Agnes de Teck), née le 26 mai 1867 à Londres et morte le 24 mars 1953 dans la même ville, est reine consort du Royaume-Uni et impératrice des Indes de 1910 à 1936 sous le règne de son époux, le roi George V. Avant leur accession au trône, elle porte successivement les titres de duchesse d'York, de duchesse de Cornouailles et enfin de princesse de Galles. Devenue reine consort, Mary manifeste un intérêt aigu pour les affaires de l'État. Elle est aussi la première reine douairière à assister au couronnement d'un des successeurs de son mari. Elle est la mère des rois Édouard VIII et George VI, et la grand-mère de la reine Élisabeth II. La valeur de sa collection de joyaux, amassés au fil des ans, est aujourd'hui inestimable.

## Biographie

### Enfance et jeunesse

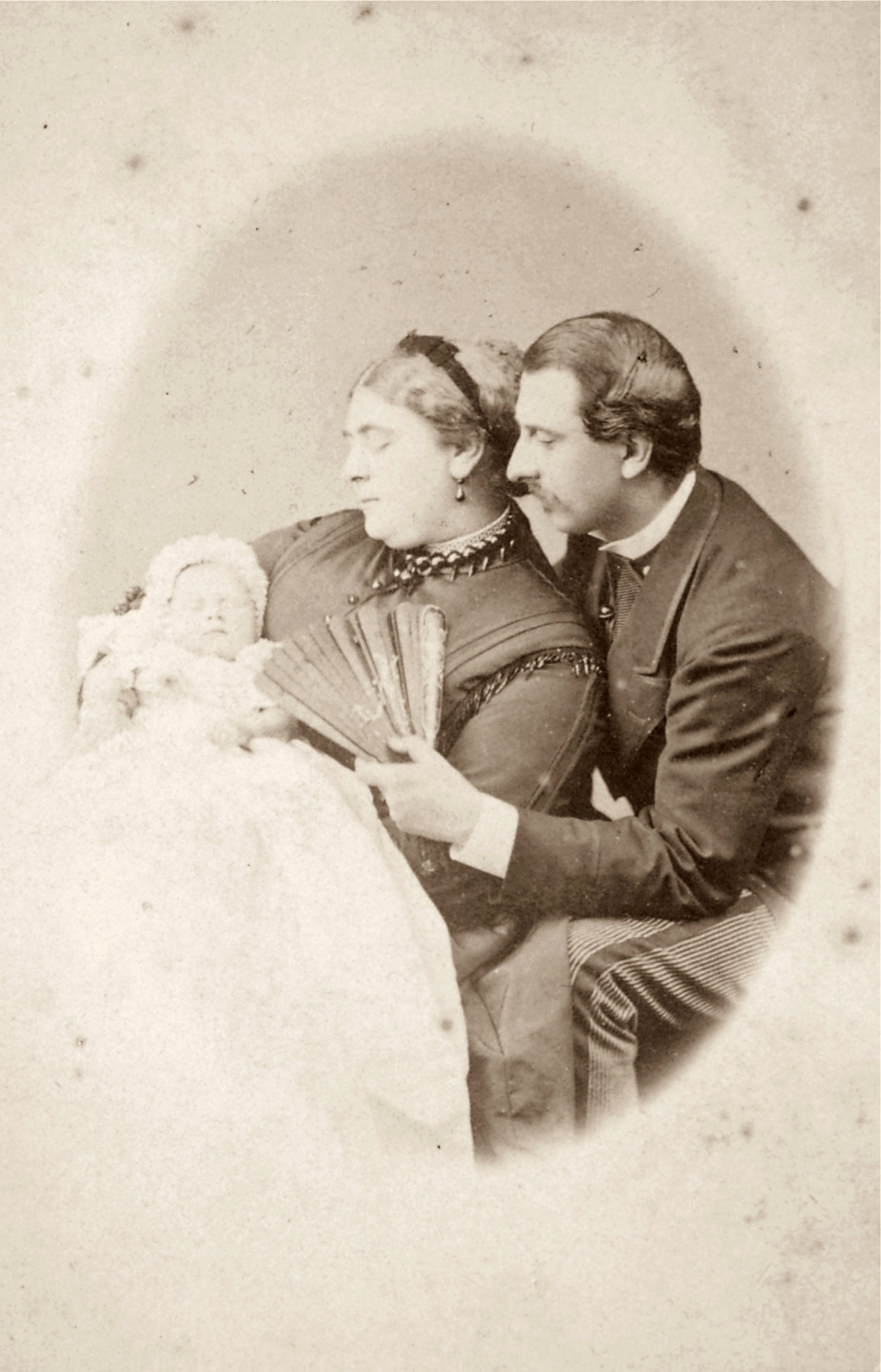
Mary et ses parents peu après sa naissance.

La princesse Victoria Mary de Teck naît au palais de Kensington à Londres le 25 mai 1867. Son père est François de Wurtemberg, duc de Teck, fils du duc Alexandre de Wurtemberg et de son épouse morganatique Claudine Rhédey de Kis-Rhéde, comtesse von Hohenstein. Sa mère est Marie-Adélaïde de Cambridge, troisième et dernière enfant du prince Adolphe de Cambridge, fils de George III, et d'Augusta de Hesse-Cassel.
La reine Victoria rend visite au bébé peu après sa naissance, écrivant qu'elle est « très belle, avec de beaux traits et une grande quantité de cheveux ». Elle est baptisée en la chapelle royale du palais de Kensington le 27 juillet 1867 par Charles Thomas Longley, archevêque de Canterbury. Elle est surnommée May par sa famille .
Elle grandit au palais de Kensington et au White Lodge à Richmond Park, qui est accordé à sa famille par la reine Victoria en prêt permanent. L'éducation de Mary est « joyeuse mais assez stricte». Elle est l'aînée de quatre enfants et la fille unique, et « a appris à exercer sa discrétion, sa fermeté et son tact » en résolvant les querelles de ses trois jeunes frères, Adolphe, Francis et Alexandre . Ils jouent souvent avec leurs cousins, les enfants du prince de Galles, qui ont le même âge. Elle est éduquée à la maison par sa mère et sa gouvernante, tout comme ses frères jusqu'à ce qu'ils soient envoyés dans des internats. La duchesse de Teck passe un temps inhabituellement long avec ses enfants pour une femme de son époque et de sa classe, et enrôle Mary dans diverses activités caritatives . Mary parle couramment l'anglais, l'allemand et le français.

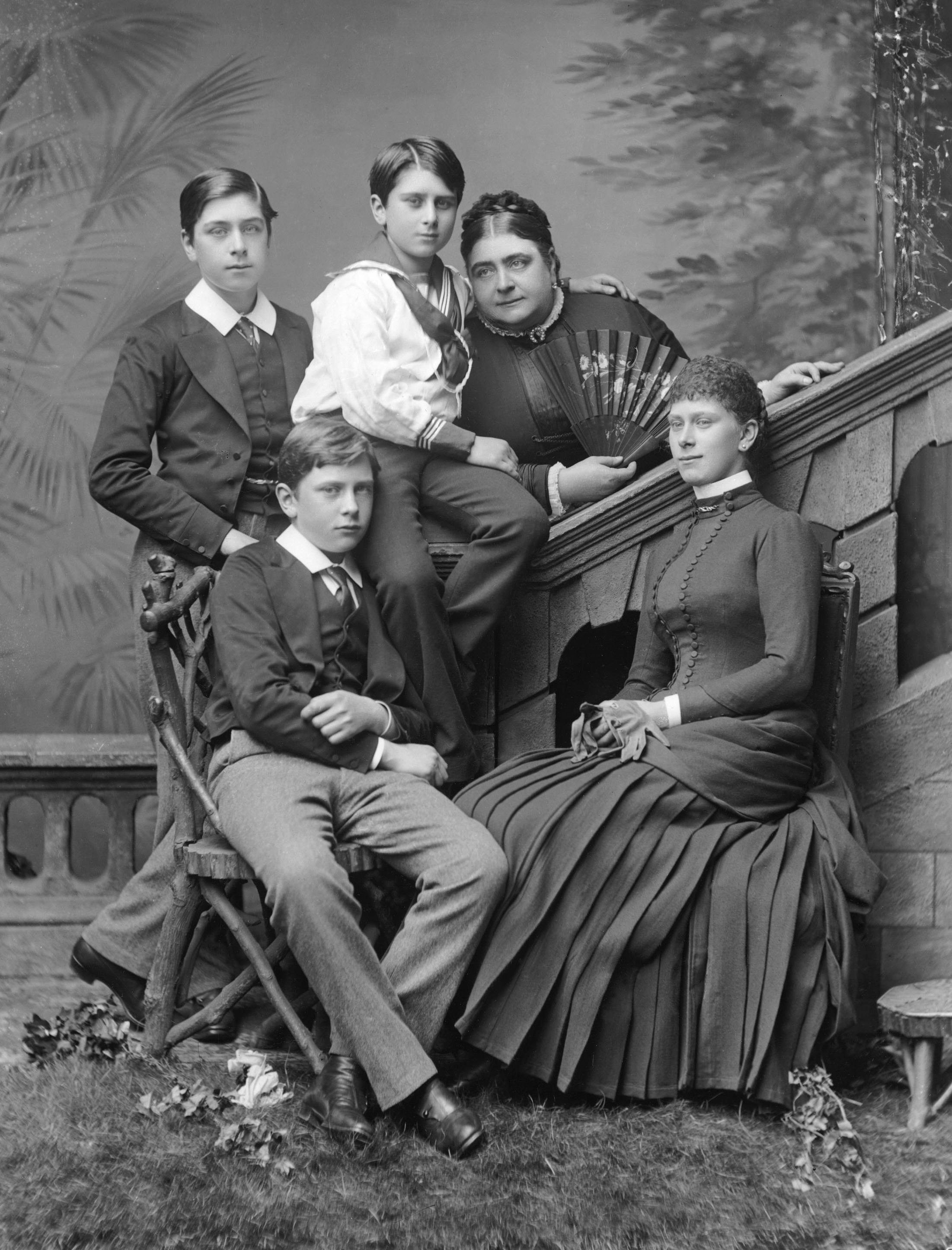
Mary, à droite, avec ses frères et sa mère.

Bien que sa mère soit la petite-fille du roi George III, Mary est un membre secondaire de la famille royale britannique. Son père, issu d'un mariage morganatique, sans héritage ou patrimoine, n'a droit qu'au titre d'Altesse sérénissime. Le Parlement accorde cependant à la duchesse de Teck une pension annuelle de 5 000 £, qui reçoit en outre 4 000 £ de sa propre mère, mais elle fait don généreusement à des dizaines d'organismes de bienfaisance. Malgré cela, la famille est très endettée et se rend à l'étranger pour faire des économies en 1883. Les Teck voyagent alors à travers l'Europe, visitant leurs divers parents et séjournant à Florence, où la princesse Mary peut apprécier et visiter les galeries d'art, les églises et les nombreux musées.
En 1885, les Teck reviennent à Londres et s'installent à Chester Square. Mary est proche de sa mère et lui sert de secrétaire non officielle, aidant à organiser les réceptions et les événements sociaux. Mary est aussi proche de sa tante, la grande-duchesse de Mecklembourg-Strelitz Augusta de Cambridge, à qui elle écrit chaque semaine. Pendant la Première Guerre mondiale, la princesse héritière de Suède Margaret de Connaught fait parvenir ses lettres à sa tante qui habite en Allemagne .

### Fiançailles
En 1886, Mary commence sa première saison et est présentée à la cour. Son statut de seule princesse britannique célibataire ne descendant pas de la reine Victoria en fait une prétendante appropriée pour le prince Albert Victor, duc de Clarence, fils aîné du prince de Galles. Albert Victor et Mary sont cousins : Mary est la petite-fille d'Adolphe de Cambridge, frère d'Édouard-Auguste de Kent, le père de la reine Victoria, qui est la grand-mère d'Albert Victor.
Le 3 décembre 1891 à Luton Hoo, alors résidence de campagne de l'ambassadeur danois Christian Frederick de Falbe, Albert Victor demande Mary en mariage, ce qu'elle accepte. Le fait que la reine Victoria et Mary possèdent le même caractère et le même sens du devoir n'est sans doute pas étranger à ce choix. Cependant, Albert Victor meurt de pneumonie six semaines plus tard . La reine Victoria continue cependant d'appuyer la princesse Mary comme candidate convenable pour épouser un futur roi et elle favorise le projet de George, frère du prince défunt, d'épouser Mary . Bien que ce soit en grande partie un mariage arrangé, Mary et George tombent bientôt profondément amoureux. George n'a semble-t-il jamais pris de maîtresse et, chaque fois qu'ils sont séparés par les circonstances, il écrit à Mary presque tous les jours.

### Duchesse d'York

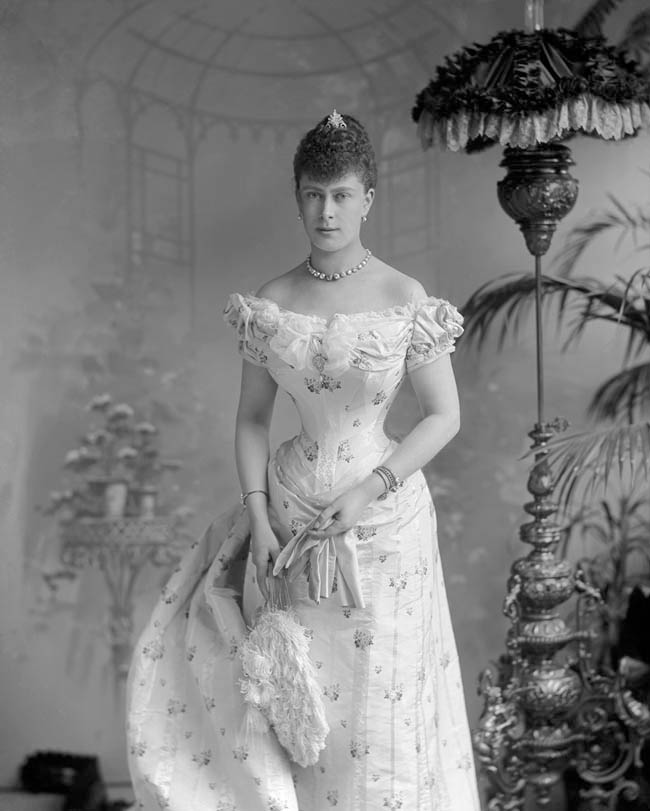
La princesse Mary peu avant son mariage avec le duc d'York en 1893.

Le mariage a lieu le 6 juillet 1893, à la chapelle royale du palais Saint James, à Londres.
Devenue duchesse d'York, elle réside avec son époux à York Cottage, une maison du domaine royal de Sandringham dans le Norfolk. Ils jouissent aussi d'une résidence dans les appartements du palais Saint James à Londres. Ce cottage est une demeure modeste pour la royauté, mais elle est la préférée du duc d'York, qui aime mener une vie simple . Le couple a six enfants : Edouard, Albert, Mary, Henry, George, et John.
Les enfants sont confiés à une nourrice, selon l'usage des familles de la classe supérieure de l'époque. La première nourrice est licenciée pour insolence et la seconde pour avoir maltraité les enfants. Cette deuxième femme, soucieuse de montrer que les enfants la préfèrent à n'importe qui d'autre, pince Edouard et Albert à chaque fois qu'ils sont sur le point d'être présentés à leurs parents afin qu'ils se mettent à pleurer et lui soient rapidement rendus. Elle est remplacée par son assistante Charlotte Bill, efficace et très appréciée .
Mary et George semblent avoir été parfois des parents distants. Au début, ils ne remarquent pas les mauvais traitements infligés par la nourrice aux jeunes princes Edouard et Albert , et leur plus jeune fils, le prince John, est confiné dans la propriété de Sandringham aux soins de Charlotte Bill pour que le public ne découvre pas son épilepsie. Malgré son image publique austère, Mary est toutefois une mère attentionnée qui enseigne l'histoire et la musique à ses enfants et qui les réconforte lorsqu'ils souffrent de la stricte discipline de son mari.
Edouard écrit affectueusement à propos de sa mère dans ses mémoires : « Sa voix douce, son esprit cultivé, sa chambre confortable débordant de trésors personnels étaient tous des ingrédients inséparables du bonheur associé à cette dernière heure de la journée d'un enfant… Telle était la fierté de ma mère dans ses enfants que tout ce qui arrivait à chacun de nous était de la plus haute importance pour elle. À la naissance de chaque nouvel enfant, Maman commençait un album dans lequel elle enregistrait minutieusement chaque étape progressive de notre enfance » . Il exprime cependant un point de vue moins charitable dans des lettres à sa femme après la mort de sa mère : « Ma tristesse était mêlée d'incrédulité qu'une mère ait pu être si dure et si cruelle envers son fils aîné pendant tant d'années et pourtant si exigeante et sans relâche à la fin. J'ai bien peur que le sang dans ses veines ait toujours été aussi froid qu'il l'est maintenant dans la mort. » .
En tant que duc et duchesse d'York, George et Mary exercent diverses fonctions publiques. En 1897, elle succède à sa mère en tant que marraine de la London Needlework Guild.

### Princesse de Galles

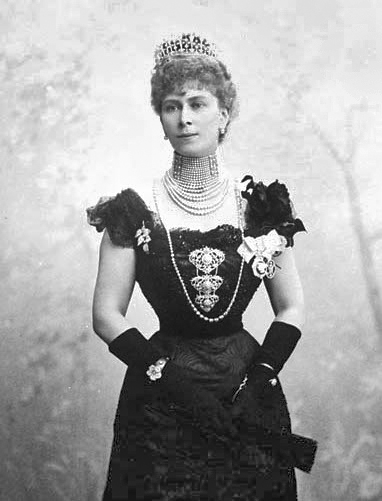
Mary de Teck en 1901.

Le 22 janvier 1901, la reine Victoria meurt. Albert devient le roi Édouard VII. Pendant huit mois, le couple, connu désormais par le titre de duc et duchesse de Cornouailles, parcourt l'Empire britannique, visitant Gibraltar, Malte, l'Égypte, Ceylan, Singapour, l'Australie, la Nouvelle-Zélande, l'île Maurice, l'Afrique du Sud et le Canada. Aucune personnalité royale n'avait entrepris une tournée aussi ambitieuse auparavant. Avant son départ, Mary fond en larmes à l'idée de laisser ses enfants, qui sont confiés à leurs grands-parents, pendant si longtemps . À leur retour le 9 novembre 1901, George est créé prince de Galles. La famille déménage sa résidence londonienne du palais Saint James à Marlborough House.
Mary accompagne son mari lors de voyages en Autriche-Hongrie et dans le Wurtemberg en 1904. À partir d'octobre 1905, le prince et la princesse de Galles entreprennent une autre tournée de huit mois, cette fois-ci en Inde, et les enfants sont à nouveau confiés à leurs grands-parents . Ils traversent l'Égypte à l'aller et au retour et s'arrêtent en Grèce au retour. La tournée est presque immédiatement suivie d'un voyage en Espagne pour le mariage d'Alphonse XIII et de Victoire-Eugénie de Battenberg. Une semaine seulement après leur retour en Grande-Bretagne, Mary et George se rendent en Norvège pour le couronnement du beau-frère et de la sœur de George, Haakon VII et Maud de Galles .
Édouard VII souhaite que son fils soit préparé à son futur rôle, à la différence de sa mère la reine Victoria qui l'avait tenu à l'écart des affaires de l'État. Cependant, le prince de Galles n'est pas doté de grandes qualités intellectuelles et Mary l'aide à s'initier à son futur métier de roi.

### Reine consort du Royaume-Uni

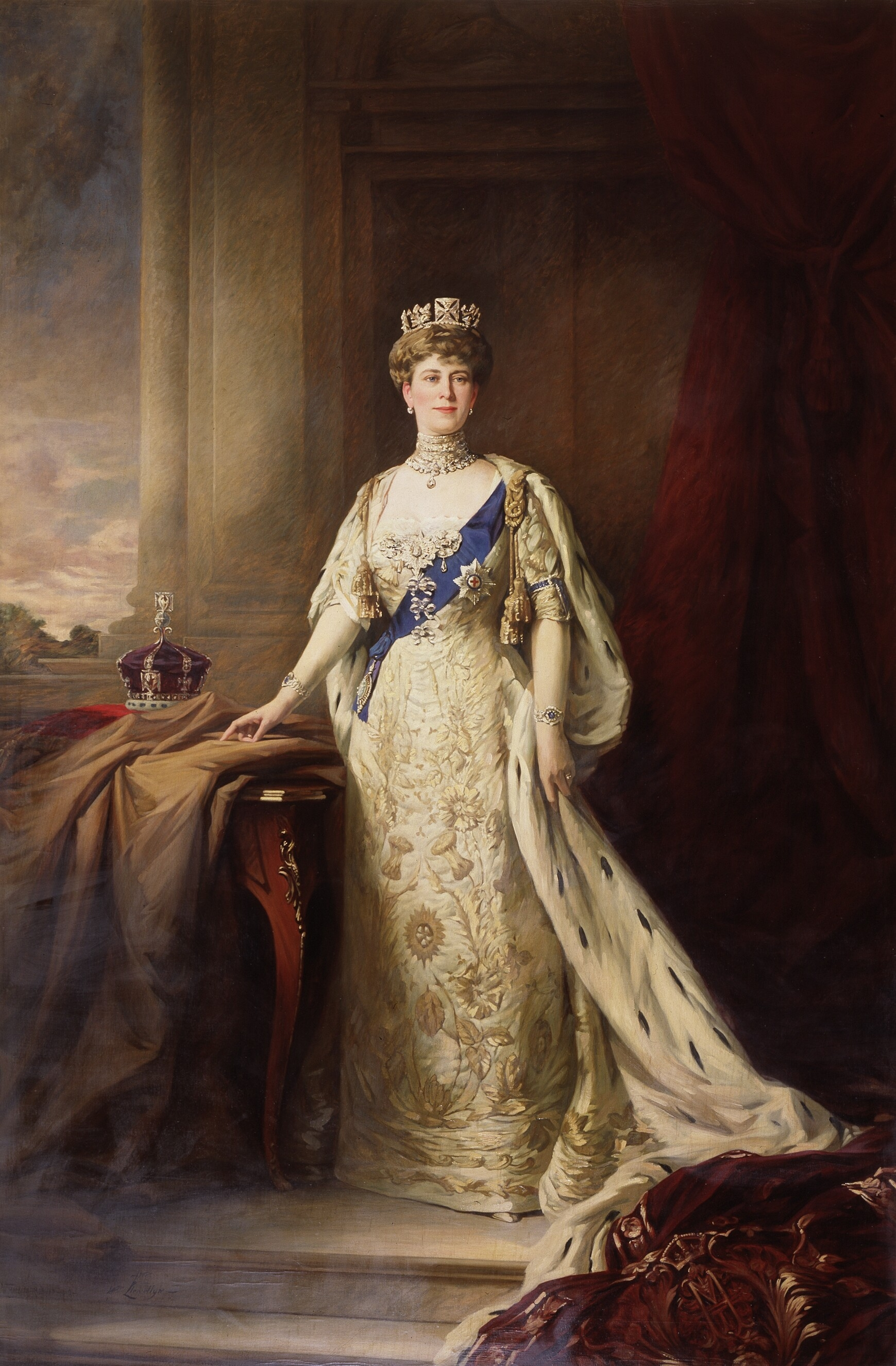
Portrait de couronnement de la reine Mary, réalisé en 1911.

Le 6 mai 1910, Édouard VII meurt et le prince de Galles devient roi du Royaume-Uni. La nouvelle reine, qui jusqu'alors se faisait appeler Victoria Mary, abandonne son premier prénom et décide de porter dorénavant celui de Mary,. Leur couronnement à l'abbaye de Westminster par l'archevêque de Cantorbéry Randall Davidson a lieu le 22 juin 1911. Ils se rendent un peu plus tard en Inde pour le durbar de Delhi, le 11 décembre 1911 ; ils visitent le pays et se présentent à leurs nouveaux sujets en tant qu'empereur et impératrice des Indes.
Au commencement du règne, quelques conflits naissent entre Mary et la reine douairière Alexandra, sa belle-mère. Bien que les deux reines soient proches, elles sont toutes deux dotées d'une forte personnalité et d'un sens aigu de leurs prérogatives ; de plus, Alexandra exige la préséance sur Mary aux funérailles d'Édouard VII, met un temps excessif pour quitter le palais de Buckingham et conserve certains des bijoux royaux qui auraient dû être attribués à la nouvelle reine.
Pendant la Première Guerre mondiale, la reine Mary institue une politique d'austérité au palais, où elle rationne la nourriture, et rend visite aux militaires dans les hôpitaux, ce qui lui cause une grande tension émotionnelle. Après trois ans de guerre contre l'Allemagne, et avec un fort sentiment anti-allemand en Grande-Bretagne, la famille impériale russe, déposée par un gouvernement révolutionnaire, se voit refuser l'asile, en partie parce que la tsarine Alix de Hesse-Darmstadt est d'origine allemande. La nouvelle de l'abdication du tsar donne espoir à ceux qui, en Grande-Bretagne, souhaitent remplacer leur propre monarchie par une république.

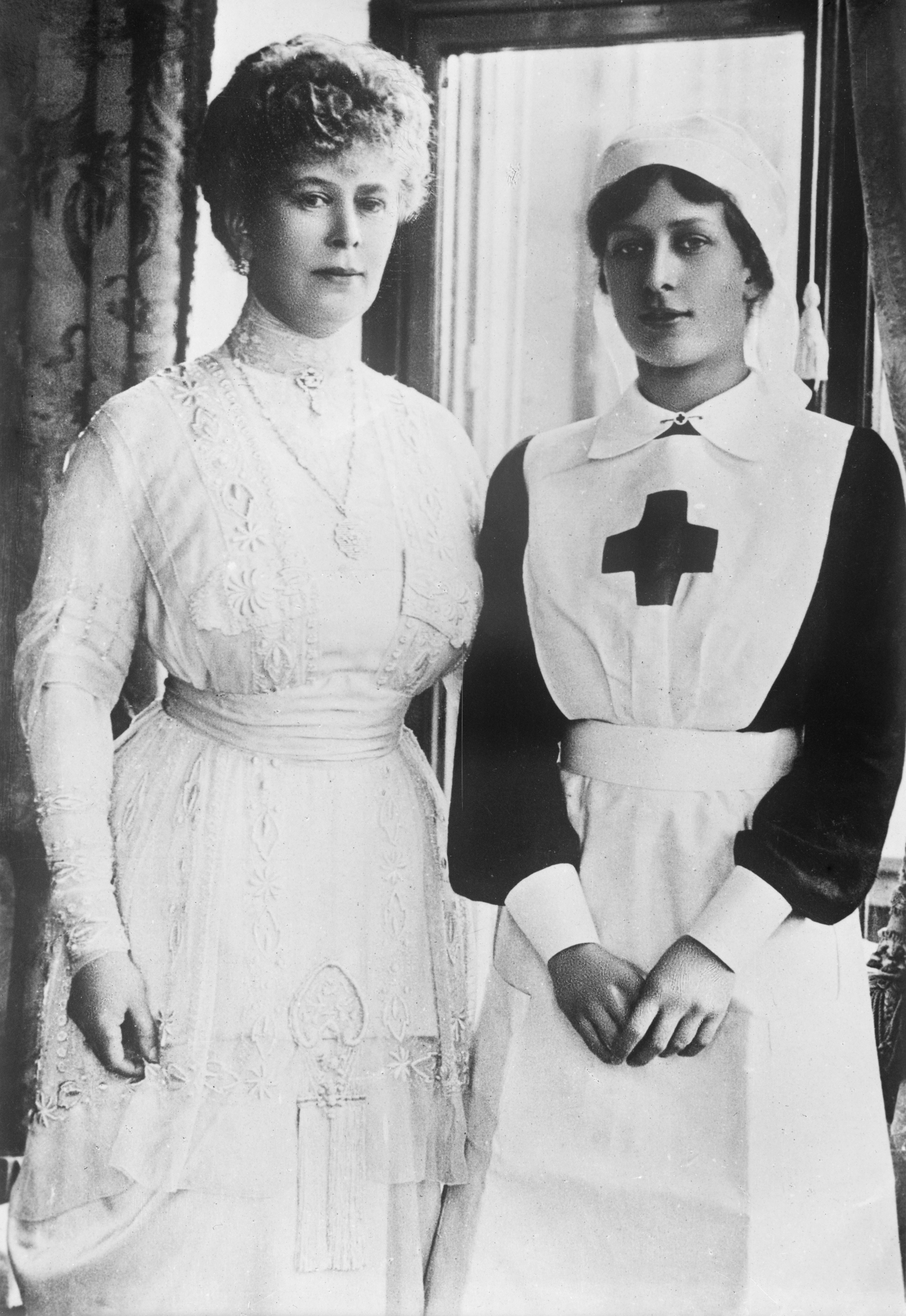
La reine et sa fille la princesse Mary durant la Première Guerre mondiale.

Deux mois après la fin de la guerre, le plus jeune fils de Mary, John, meurt à l'âge de treize ans. Elle décrit son choc et son chagrin dans son journal et ses lettres : « Notre pauvre petit Johnnie chéri est mort subitement […] La première rupture du cercle familial est dure à supporter, mais les gens sont si gentils et sympathiques que cela nous aide beaucoup, le roi et moi. »
La reine Mary est le plus loyal soutien moral de son époux pendant leur règne. Elle apporte son aide au roi pour concevoir et préparer ses interventions et utilise sa vaste connaissance de l'histoire et de la royauté pour le conseiller sur les questions d'État. Le roi apprécie sa discrétion, son intelligence et son jugement. Elle maintient un air de calme assuré tout au long de ses engagements publics dans les années suivant la guerre, marquées par des troubles sociaux, l'indépendance irlandaise et le nationalisme indien.
À la fin des années 1920, les problèmes pulmonaires de George V sont exacerbés par son tabagisme excessif. La reine Mary accorde une attention particulière à ses soins. Lors de sa grave maladie en 1928, on demande à l'un des médecins, Sir Farquhar Buzzard, qui a sauvé la vie du roi. Il répond alors : « La reine. » En 1935, George V et la reine Mary fêtent leur jubilé d'argent, dont les célébrations s'étendent à tout l'Empire britannique. Dans son discours de jubilé, George rend hommage publiquement à sa femme, après avoir dit à sa plume : « Mettez ce paragraphe à la toute fin. Je ne peux pas me faire confiance pour parler de la reine quand je pense à tout ce que je lui dois. »

### Reine douairière
George V meurt le 20 janvier 1936 et leur fils aîné, Édouard, prince de Galles, monte sur le trône sous le nom d'Édouard VIII. Bien que soutenant loyalement son fils, la reine douairière ne peut comprendre qu'il renonce au trône afin d'épouser Wallis Simpson . Mary refuse de rencontrer Wallis tant en public qu'en privé . L'abdication d'Édouard ne diminue pas son amour pour lui, mais sa désapprobation ne faiblira jamais . Elle apporte un soutien moral au timide et bégayant prince Albert, duc d'York, devenu roi sous le nom de George VI, ainsi qu'à la nouvelle reine, Elizabeth Bowes-Lyon, assistant même à leur couronnement, devenant la première reine douairière du Royaume-Uni à le faire .

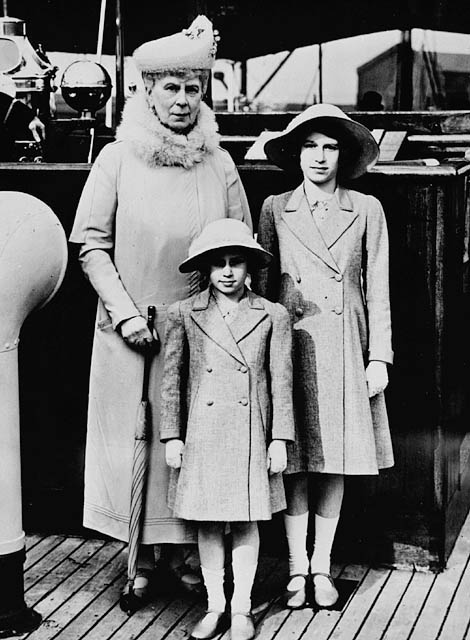
La reine Mary avec ses petites-filles, les princesses Élisabeth et Margaret, en 1939.

Mary s'intéresse à l'éducation de ses petites-filles, les princesses Élisabeth et Margaret, et les emmène souvent dans diverses excursions dans les galeries d'art et les musées de Londres, les parents des princesses pensant qu'il n'est pas nécessaire qu'elles soient accablées par une éducation trop exigeante .
Pendant la Seconde Guerre mondiale, George VI souhaite que sa mère soit évacuée de Londres, bien qu'elle soit très hésitante. Finalement, elle donne son accord et décide de se rendre avec sa nièce Mary Somerset, duchesse de Beaufort, fille de son frère Adolphus, à Badminton House . Là-bas, Mary soutient l'effort de guerre en visitant les usines d'armement et les hôpitaux et camps militaires. En 1942, son plus jeune fils survivant, le prince George, duc de Kent, est tué dans un accident d'avion alors qu'il est en service actif. Mary retourne à Marlborough House en juin 1945.
Mary est une collectionneuse passionnée d'objets ayant un lien avec la royauté. Elle fait l'acquisition de bijoux à des estimations supérieures au marché lors de la succession de la tsarine douairière Dagmar de Danemark et achète à près de trois fois l'estimation les émeraudes Cambridge à Lady Kilmorey, la maîtresse de son défunt frère le prince Francis. Mary est parfois critiquée pour l'acquisition agressive d'objets d'art pour compléter la collection royale : à plusieurs reprises, elle déclare à ses hôtes qu'elle admire un de leurs objets précieux, dans l'attente que l'objet lui soit offert. Sa connaissance approfondie et ses recherches sur la collection royale ont aidé à identifier les artefacts et les œuvres d'art égarés au fil des ans . La famille royale a en effet prêté de nombreuses pièces au cours des générations précédentes. Une fois identifiés les objets non retournés grâce à d'anciens inventaires, elle écrit aux détenteurs, demandant qu'ils soient retournés. Mary commande également de nombreux bijoux, dont des bagues qu'elle offre à ses dames d'honneur à l'occasion de leurs fiançailles.
En 1952, son fils George VI meurt et sa petite-fille monte sur le trône sous le nom d'Élisabeth II. La mort d'un troisième enfant l'affecte profondément. Mary fait remarquer à la princesse Marie-Louise de Schleswig-Holstein : « J'ai perdu trois fils, mais je n'ai jamais eu le privilège d'être là pour leur faire un dernier adieu. »

### Mort et funérailles

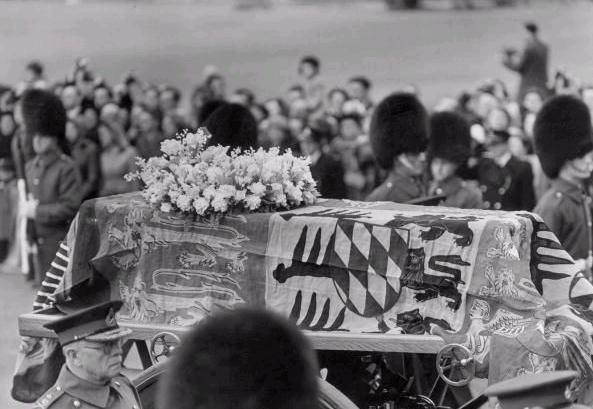
Les funérailles de la reine Mary en 1953.

Victime de problèmes de santé dans les derniers mois de sa vie, la reine Mary meurt dans son sommeil le 24 mars 1953, à l'âge de 85 ans, dans sa résidence londonienne de Marlborough House. La reine douairière meurt deux mois avant le couronnement d'Élisabeth II. Son souhait était que le couronnement ne soit pas ajourné. Après des funérailles d'État, la reine Mary est inhumée en la chapelle Saint-Georges du château de Windsor, au côté de son époux.
Sir Henry Channon a écrit qu'elle était « au-dessus de la politique … magnifique, pleine d'humour et de sagesse, en fait presque sublime, bien que froide et dure. Mais quelle grande reine. »

## Titulature

Étendard personnel de la reine Mary.

Elle porte successivement les titres de :
- Son Altesse Sérénissime la princesse Victoria Mary de Teck (1867–1893)
- Son Altesse Royale la duchesse d'York (1893–1901)
- Son Altesse Royale la duchesse de Cornouailles et d'York (1901)
- Son Altesse Royale la princesse de Galles (1901–1910)
  - En Écosse : Son Altesse Royale la duchesse de Rothesay (1901–1910)
- Sa Majesté la reine (1910–1936)
  - En Inde : Sa Majesté Impériale la reine-impératrice (1910–1936)
- Sa Majesté la reine Mary (1936–1953)

## Distinctions

### Distinctions nationales
- 25 mai 1889 : dame de l'ordre de la Couronne d'Inde
- 6 juillet 1893 : dame de l'ordre royal de Victoria et Albert, première classe (VA)
- Mai 1902 : dame de l'ordre de la famille royale d'Édouard VII
- 9 août 1902 : récipiendaire de la médaille du couronnement d'Édouard VII
- 6 mai 1910 : récipiendaire de la Croix rouge royale
- 3 juin 1910 : dame de l'ordre de la Jarretière (LG)
- 3 juin 1911 : dame de l'ordre de la famille royale de George V
- 14 décembre 1911 : dame grand commandeur de l'ordre de l'Étoile d'Inde (GCSI)
- 24 août 1917 : dame grand-croix de l'ordre de l'Empire britannique (GBE)
- 12 juin 1926 : dame grand-croix de Très vénérable ordre de Saint-Jean (DGStJ)
- 23 juin 1936 : dame grand-croix de l'ordre royal de Victoria (GCVO)
- 9 mai 1937 : dame de l'ordre de la famille royale de George VI
- 11 mai 1937 : récipiendaire de la Chaîne royale de Victoria
- 25 décembre 1952 : dame de l'ordre de la famille royale d'Élisabeth II
- 22 mars 1951 : récipiendaire de la décoration des Forces canadiennes

### Distinctions étrangères
- 6 juillet 1893 : dame de l'ordre du Lion d'or
- Août 1893 : dame de l'ordre royal de Sainte-Isabelle de Portugal
- 8 août 1902 : dame grand-croix de l'ordre de l'Étoile d'Éthiopie
- 1904 : dame grand-croix de l'ordre d'Élisabeth
- 1904 : dame de l'ordre d'Aftab, deuxième classe
- 28 mars 1905 : dame grand-cordon de l'ordre de la Couronne précieuse
- 12 novembre 1907 : dame de l'ordre de Louise, première classe
- 5 août 1909 : dame de l'ordre de Sainte-Catherine, première classe
- 1916 : dame grand-croix de l'ordre de l'Étoile de Karageorge
- 16 mai 1927 : Grand-croix de la Légion d'honneur
- 4 juillet 1927 : dame de l'ordre des Vertus
- 13 mars 1928 : collier de l'ordre du Soleil Suprême
- 13 janvier 1932 : dame grand-croix de l'ordre de la reine de Saba
- 1935 : dame grand-croix de l'ordre royal de Saint-Sava
- 7 novembre 1938 : dame grand-croix de l'ordre des Saintes-Olga-et-Sophie
- 15 novembre 1938 : dame grand-croix de l'ordre de la Couronne

## Dans la culture populaire

### Maison de poupée de la reine Mary
La princesse Marie-Louise de Schleswig-Holstein, cousine de George V, imagine de faire construire et meubler une maison de poupées exceptionnelle à l'intention de son amie d'enfance, alors âgée de plus de 50 ans. L'ensemble est conçu avec l'aide de son ami et architecte Sir Edwin Lutyens qui en fait le plan et rassemble des souscripteurs. Réalisée collectivement entre 1921 et 1924, avec le plus grand soin, ce témoignage en miniature des arts décoratifs au début du XXe siècle est le fruit du travail de 250 artisans et fabricants, 60 artistes-décorateurs, 700 artistes, 600 écrivains et 500 donateurs. Dotée de l'électricité, d'eau courante chaude et froide et d'ascenseurs fonctionnels, chaque pièce est entièrement meublée. Cette vitrine du savoir-faire britannique a d'abord été présentée durant plusieurs mois à la British Empire Exhibition de Wembley en 1924-1925, afin d'y être admirée par un nombreux public, puis installée l'année suivante dans une pièce aménagée sur mesures par l'architecte au château de Windsor, où elle est toujours visible .

### Cinéma
- 1947 : Le Fantôme de Berkeley Square de Vernon Sewell, actrice non créditée.
- 1965 : A King's Story de Harry Booth, son rôle est interprété par Flora Robson.
- 1988 : Les Windsor : La Force d'un amour de Charles Jarrott, son rôle est interprété par Phyllis Calvert.
- 1999 : All the King's Men de Julian Jarrold, son rôle est interprété par Gaye Brown.
- 2002 : Bertie & Elizabeth de Giles Foster, son rôle est interprété par Eileen Atkins.
- 2005 : Wallis & Edward de Dave Moore, son rôle est interprété par Margaret Tyzack.
- 2010 : Le Discours d'un roi de Tom Hooper, son rôle est interprété par Claire Bloom.
- 2011 : W.E. : Wallis & Edward de Madonna, son rôle est interprété par Judy Parfitt.
- 2019 : Downton Abbey de Michael Engler, son rôle est interprété par Geraldine James.

### Télévision
- 1974 : Crown Matrimonial de Alan Bridges, son rôle est interprété par Greer Garson.
- 1975 : Edward the King de John Gorrie, son rôle est interprété par Judy Loe.
- 1978 : Le Grand Amour du duc de Windsor de Waris Hussein, son rôle est interprété par Peggy Ashcroft.
- 2003 : The Lost Prince de Stephen Poliakoff, son rôle est interprété par Miranda Richardson.
- 2013 : Downton Abbey de Julian Fellowes, son rôle est interprété par Valerie Dane.
- 2016 : The Crown de Peter Morgan et Stephen Daldry, son rôle est interprété par Eileen Atkins (saison 1) et Candida Benson (saison 5).

### Navire
Le paquebot RMS Queen Mary porte son nom.